# Priestertum aller Gläubigen
Das Priestertum aller Gläubigen oder theologiegeschichtlich korrekt Priestertum aller Getauften ist ein Begriff der christlichen, besonders der evangelischen Theologie.
Der Begriff hat dort verschiedene Bedeutungsstufen. In den evangelischen Landeskirchen bedeutet er vorrangig, dass alle Gläubigen eine unmittelbare und persönliche Beziehung zu Gott haben und dass das (unverzichtbare) öffentliche Predigtamt (Pastor, Pfarrer) keinen Weihestand konstituiert. In Freikirchen der evangelischen Tradition wird mit dem Begriff hervorgehoben, dass jeder Gläubige der Gemeinde die Aufgaben, die in anderen Kirchen der Pfarrer bzw. Priester ausübt, selbst übernehmen kann. Allerdings gibt es faktisch auch hier in den meisten Fällen Pastoren und durch Segenshandlungen (Ordinationen) bestellte Prediger, Älteste, Evangelisten oder Missionare mit irgendeiner Form von theologischer Ausbildung.
In der römisch-katholischen Kirche wird seit der Dogmatischen Konstitution des Zweiten Vatikanischen Konzils über die Kirche Lumen gentium 1964 ebenfalls ein „gemeinsames Priestertum der Gläubigen“ gelehrt, das sich darin äußert, dass „sie in allen Werken eines christlichen Menschen geistige Opfer darbringen und die Machttaten dessen verkünden, der sie aus der Finsternis in sein wunderbares Licht berufen hat“. Dieses Priestertum unterscheide sich aber vom hierarchischen Priestertum „dem Wesen und nicht bloß dem Grade nach“ (Lumen Gentium, 10).

## Historisch
Historisch gehört der Begriff wesentlich zum Selbstverständnis der Reformation und der aus ihr hervorgegangenen Kirchen und wird dort als Gegenbegriff zum besonderen, sakramentalen Priestertum der katholischen und orthodoxen Kirchen verstanden. Andererseits kennen auch diese Kirchen neben dem Amtspriestertum das allgemeine Priestertum aller Getauften.
Das Vorhandensein von Priestern setzt in allen Religionen eine Kluft zwischen den Menschen und der göttlichen Sphäre voraus. Mit fortschreitender Kultur und Arbeitsteilung entwickelte sich sehr oft doch wieder ein besonderer Priesterstand, der sich mit der kultischen Vermittlung zwischen Himmel und Erde durch gnadenwirkende Opfer und mit der Interpretation des göttlichen Willens beauftragt sah.

## Altes Testament
Einen besonderen Priesterstand besaß auch das alte Israel, obwohl man dort durchaus auch ein „allgemeines Priestertum aller Glieder des Gottesvolkes“ kannte: (2 Mos 19,6 ).
Das Selbstverständnis des levitischen Priesterstandes und die Kultpraxis der Kohanim spiegeln sich detailliert in der so genannten priesterschriftlichen Schicht des Pentateuch.
Dagegen bricht schon im Alten Testament die prophetische Mahnung auf, dass der göttliche Geist über ganz Israel ausgegossen sei (Joel 3,1 ) und eines Tages das ganze Volk Israel zu einer Priesterschaft für die anderen Völker machen werde (Jes 61,6 ). Noch darüber hinaus geht die endzeitliche Vision von der Gabe des Geistes an „alles Fleisch“.

## Neues Testament
Diese Verheißungen sehen die Verfasser des Neuen Testaments durch Jesus Christus und das Pfingstereignis erfüllt. In der Kirche aus Juden und Heiden sind alle ihre Glieder durch die Taufe mit Christus verbunden, der durch seine Liebeshingabe bis zum Kreuz und durch seine Auferstehung der einzige und endgültige Hohepriester und zugleich selbst zur Opfergabe geworden ist.
Das Neue im Neuen Bund ist dabei nicht eine Neu-Einführung eines „allgemeinen Priestertums aller Gläubigen“ (das schon der „Alte Bund“ in Ansätzen kannte), sondern die Überbietung des alttestamentlichen „allgemeinen Priestertums aller Gläubigen“, da nun auch Nichtjuden im Neuen Bund zu diesem Königreich von Priestern und zum heiligen Volk gehören (1 Petr 2,9f ; Offb 1,6 ).

## Frühkirchliche Entwicklungen
In den frühchristlichen Gemeindeordnungen (Didaskalia Apostolorum, Didache, Apostolische Konstitutionen) kommen die griechischen und lateinischen Bezeichnungen für Priester nirgendwo vor. Von Anfang an zeigen sich im christlichen Schrifttum allerdings gemeindeleitende Autoritäten, für die es verschiedene Bezeichnungen gab. Eph 4,11  zum Beispiel nennt folgende Ämter: Apostel, Propheten, Evangelisten, Hirten und Lehrer. Weitere Ämter sind Bischof, Ältester und Diakon. In der Apostelgeschichte (20,17–28 ) werden zwar die Amtsbezeichnungen Älteste und Bischöfe anscheinend synonym gebraucht; die sich um die Wende zum 2. Jahrhundert abzeichnende Dreigliederung des Amtes: Episkopos (Aufseher – Bischof), Presbyteros (Ältester – Priester), Diakonos (Diener – Diakon) ist jedoch in der Apostelgeschichte ebenfalls erkennbar. Dabei wurde das Bischofsamt schon im Neuen Testament auf die Vollmachtsübertragung durch Handauflegung eines Apostels bzw. Apostelnachfolgers zurückgeführt (Apg 8,18 , Apg 14,23 , Hebr 6,2 , 2 Tim 1,6 ).
Mehr und mehr wurden auf diese kirchlichen Ämter alttestamentliche und griechisch-römische Priestervorstellungen übertragen, besonders seitdem die Kirche nach der konstantinischen Wende zahlenmäßig stark anwuchs und ihre Amtsträger die Rolle der Priester des alten Staatskults übernehmen sollten. Dies betraf auch die moralischen Ansprüche, die an antike Priester und Staatsbeamte gestellt wurden.

## Protestantische Position

### Reformation
Die Reformation Martin Luthers hatte ihren Auslöser in der Wiederentdeckung der zentralen christlichen Botschaft von der Rechtfertigung des Sünders allein durch die Gnade („sola gratia“), die allein der Glaube empfängt („sola fide“). In Abgrenzung zum römischen Priestertum formulierte Luther in einer reformatorischen Hauptschrift des Jahres 1520, An den christlichen Adel deutscher Nation von des christlichen Standes Besserung, das Priestertum aller Getauften.

„Alle Christen sind wahrhaft geistlichen Standes, und ist unter ihnen kein Unterschied dann des Amts halben allein. ... Demnach so werden wir allesamt durch die Taufe zu Priestern geweiht. ... Was aus der Taufe gekrochen ist, das mag sich rühmen, dass es schon Priester, Bischof und Papst geweiht sei, obwohl es nicht jedem ziemt, dieses Amt auch auszuüben.“

In der Begrifflichkeit ist zunächst ausgedrückt, dass alle Christen durch Glaube und Taufe einen unmittelbaren Zugang zum göttlichen Heil haben, ohne auf priesterliche Vermittlung angewiesen zu sein. Daraus folgt aber auch die Wahrnehmung priesterlicher Aufgaben durch die Gläubigen, allen voran gegenseitige Fürbitte und Tröstung, nicht jedoch die Aufgabe der öffentlichen Predigt:

„Ubir das seyn wir priester, das ist noch vil mehr, denn kuenig sein, darumb, das das priesterthum vns wirdig macht fur gott zu tretten vnd fur andere zu bitten ... Alßo hatt uns Christus erworben, das wir muegen geystlich fur ein ander tretten und bitten, wie ein priester fur das volck leyplich tritt und bittet ... Denn ob wir wol alle gleych priester seyn, tzo kunden wir doch nit alle dienen odder schaffen und predigen.“

Anfangs war das allgemeine Priestertum für Luther auch ein Argument dafür, dass die Gläubigen unter sich geeignete Personen zum Predigtdienst berufen und beauftragen sollten (Daß ein christlich Versammlung oder Gemeine Recht und Macht habe alle Lehre zu urteilen und Lerer zu beruffen, ein und abzusetzen, Grund und Ursach aus der Schrift, 1523). In seiner Auseinandersetzung mit radikal-reformatorischen Gruppierungen wie den Spiritualisten – von ihm „Schwärmer“ genannt – und den Täufern, die das egalitäre Prinzip unmittelbar und radikal in kirchliche (und staatliche) Praxis umsetzen wollten, betonte er jedoch bald mehr und mehr die Unableitbarkeit des Predigtamtes und verwies auf die Bibel und die kirchliche Tradition. Daher enthielten die Kirchenordnungen der neu entstehenden lutherischen Landeskirchen von Anfang an klare Ämter-, Ordinations- und Visitationsbestimmungen. In den lutherischen Bekenntnisschriften (und somit der offiziellen Lehrauffassung der lutherischen Kirchen) taucht die Lehre vom Priestertum aller Getauften nur an einer Stelle als Argument für die Wahl der Pfarrer durch die Gemeinden auf. An einer anderen Stelle sprechen die lutherischen Bekenntnisschriften sogar von lutherischen Priestern (vgl. Apologie des Augsburger Bekenntnisses Artikel 13).
Auch die Bekenntnisschriften der reformierten Kirchen lehren das allgemeine Priestertum und verstehen es als Teilhabe am Priestertum Christi (Johannes Calvin, Genfer Katechismus 1542/45, Frage 43; Heidelberger Katechismus, Frage 31f). Sie unterscheiden aber teilweise noch deutlicher zwischen dem allgemeinen Priestertum und dem „Dieneramt“.

### Spätere Entwicklung
Luthers Lehre vom allgemeinen Priestertum wurde im Pietismus in den evangelischen Kirchen revitalisiert. Philipp Jacob Spener forderte in seiner Reformschrift Pia desideria (1675) an prominenter Stelle „die Auffrichtung und fleissige Übung des ‚Geistlichen Priesterthums‘“ und verteidigte dies später in weiteren Schriften gegen die lutherische Orthodoxie. Besonders in der Gestalt von kleinen Gruppen zur gemeinsamen Bibellektüre und gegenseitigen geistlichen Unterstützung wurde der Gedanke in den evangelischen Kirchen populär.
Für Johann Hinrich Wichern und sein Programm der Inneren Mission war das freie Vereinswesen „in seiner schönsten Weise die Bestätigung des allgemeinen Priestertums der gläubigen Gemeindeglieder“.

## Die Lehre der katholischen Kirche zum allgemeinen Priestertum
Nach Ansicht der römisch-katholischen Kirche gibt es ein allgemeines Priestertum der Getauften. Dies schließt die Existenz eines besonderen Priestertums nicht aus. Im Hinblick auf das reformatorische exklusive Verständnis des allgemeinen Priestertums sind lehramtliche Aussagen zum allgemeinen Priestertum bis zum II. Vatikanum rar.
Im II. Vatikanischen Konzil wird insbesondere in der Dogmatischen Konstitution Lumen gentium das gemeinsame Priestertum der Gläubigen betont und zugleich in Beziehung zum besonderen Priestertum der geweihten Priester gesetzt:

„Christus der Herr, als Hoherpriester aus den Menschen genommen (vgl. Hebr 5,1–5 ), hat das neue Volk ‚zum Königreich und zu Priestern für Gott und seinen Vater gemacht‘ (vgl. Offb 1,6 ; 5,9–10 ). Durch die Wiedergeburt und die Salbung mit dem Heiligen Geist werden die Getauften zu einem geistigen Bau und einem heiligen Priestertum geweiht, damit sie in allen Werken eines christlichen Menschen geistige Opfer darbringen und die Machttaten dessen verkünden, der sie aus der Finsternis in sein wunderbares Licht berufen hat (vgl. 1 Petr 2,4–10 ). So sollen alle Jünger Christi ausharren im Gebet und gemeinsam Gott loben (vgl. Apg 2,42–47 ) und sich als lebendige, heilige, Gott wohlgefällige Opfergabe darbringen (vgl. Röm 12,1 ); überall auf Erden sollen sie für Christus Zeugnis geben und allen, die es fordern, Rechenschaft ablegen von der Hoffnung auf das ewige Leben, die in ihnen ist (vgl. 1 Petr 3,15 ). Das gemeinsame Priestertum der Gläubigen aber und das Priestertum des Dienstes, das heißt das hierarchische Priestertum, unterscheiden sich zwar dem Wesen und nicht bloß dem Grade nach. Dennoch sind sie einander zugeordnet: das eine wie das andere nämlich nimmt je auf besondere Weise am Priestertum Christi teil (16). Der Amtspriester nämlich bildet kraft seiner heiligen Gewalt, die er innehat, das priesterliche Volk heran und leitet es; er vollzieht in der Person Christi das eucharistische Opfer und bringt es im Namen des ganzen Volkes Gott dar; die Gläubigen hingegen wirken kraft ihres königlichen Priestertums an der eucharistischen Darbringung mit (17) und üben ihr Priestertum aus im Empfang der Sakramente, im Gebet, in der Danksagung, im Zeugnis eines heiligen Lebens, durch Selbstverleugnung und tätige Liebe.“

Für (Kardinal/Papst) Joseph Ratzinger war „das allgemeine Priestertum […] nicht eine Konkurrenz zum liturgischen Auftrag des Presbyters, sondern die Ausweitung des christlichen Kults in den Raum der Welt und der Menschheit hinein, für die die Gesamtheit der Christen priesterlichen Dienst zu tun berufen ist. Ein solches Verständnis der christlichen Weltfrömmigkeit wird nicht nur biblischer, sondern auch realistischer sein als eine allzu glatte Inkarnationstheologie.“

## Gegenwärtige ökumenische Diskussion
In der gegenwärtigen ökumenischen Diskussion ist die Ämterfrage einer der Differenzpunkte. Es wird deutlich, dass allgemeines Priestertum aufgrund der Taufe und besonderes Priestertum aufgrund von Ordination bzw. Weihe nicht nur konträr, sondern auch komplementär verstanden werden können und dass „allgemeines Priestertum“ nicht die Abschaffung von, sondern Auftrag zu einer priesterlichen Lebensweise bedeutet.